# Tumbak Petar
Tumbak Petar is een bestuurslaag in het regentschap Bangka Barat van de provincie Bangka-Belitung, Indonesië. Tumbak Petar telt 2336 inwoners (volkstelling 2010).